# ابراهیم امبایه (بازیکن فوتبال، زاده ۲۰۰۸)
ابراهیم امبایه (انگلیسی: Ibrahim Mbaye؛ زادهٔ ۲۴ ژانویهٔ ۲۰۰۸) بازیکن فوتبال اهل فرانسه است که در حال حاضر برای باشگاه فوتبال پاری سن-ژرمن بازی می‌کند.
وی همچنین در تیم‌های ملی فوتبال زیر ۱۶ سال، زیر ۱۷ سال و زیر ۱۸ سال فرانسه بازی کرده است.

## دوران باشگاهی
امبایه کار خود را در جوانی در سال ۲۰۱۳ در گویانکورت آغاز کرد و سپس در سال ۲۰۱۵ به ورسای ملحق شد. در سال ۲۰۱۸، در سن ۱۰ سالگی، به آکادمی فوتبال پاری سن-ژرمن پیوست. در فصل ۲۰۲۳–۲۴، در حالی که ۱۶ ساله بود، امبایه به تیم زیر ۱۹ سال PSG کمک کرد تا در پلی‌آف‌های قهرمانی ملی زیر ۱۹ سال پیروز شود و در نیمه‌نهایی در برابر مارسی گلزنی کرد و در پیروزی ۳–۱ در فینال مقابل اوسر، گل دوم تیمش را ساخت.
در ۱۴ ژوئیه ۲۰۲۴، امبایه برای پیش‌فصل به تیم اول پاریس سن ژرمن دعوت شد و نظر سرمربی لوییس انریکه را جلب کرد. در ۷ اوت، او اولین بازی و شروع خود را برای باشگاه در تساوی ۲–۲ دوستانه در برابر اشتورم گراتس انجام داد. نه دقیقه پس از شروع بازی، او اولین گل فصل PSG را پس از دریافت پاس از مارکو آسنسیو به ثمر رساند. پس از دومین بازی پیش‌فصل PSG در ۱۰ اوت در برابر آربی لایپزیش، که امبایه در آن به عنوان بازیکن اصلی بازی کرد، لوئیس انریکه از عملکرد او تمجید کرد و گفت که از بازی او راضی است. در ۱۶ اوت، امبایه اولین بازی رسمی خود را برای PSG انجام داد و در نیمه اول پیروزی ۴–۱ در برابر هارور، در اولین بازی فصل ۲۰۲۵–۲۰۲۴ بازی کرد. او به جوان‌ترین بازیکن تبدیل شد که در ۱۶ سال، ۶ ماه و ۲۳ روزگی برای PSG بازی کرده و رکورد هم‌تیمی‌اش وارن زائیر-امری را شکست.